# Laelia acelidota
Laelia acelidota är en fjärilsart som beskrevs av Collenette 1934. Laelia acelidota ingår i släktet Laelia och familjen tofsspinnare. Inga underarter finns listade i Catalogue of Life.